# Carl Alfred Nielsen
Carl Alfred Nielsen (født 10. august 1908 i Hals, død 26. januar 1945 i København) var dansk ingeniør og modstandsmand. Han var søn af en landsbysmed i Vendsyssel. Faderen døde, da Carl Alfred Nielsen var knapt to år gammel. Han gik i landsbyskole og blev selv uddannet som landsbysmed på sin hjemegn og siden som maskinarbejder i Aalborg. Herefter var han på højskole i Askov. I København tog han præliminæreksamen og læste derpå til ingeniør på maskinteknikum. På grund af lungetuberkulose var han indlagt på sanatorium i et år. Han var gift og havde tre børn. Fra 1938 til sin død var han ansat som ingeniør hos det rådgivende ingeniørfirma Birch & Krogboe. Han var tilknyttet Dansk Samling og var medlem af Vartov valgmenighed.

## Modstandsbevægelsen
Carl Alfred Nielsen blev i 1942 medlem af en modstandsgruppe, som var knyttet til det illegale blad De Frie Danske. I begyndelsen af 1943 blev han medstifter af og siden leder af Fri Presse, som blev et af de største og mest udbredte illegale blade. Det udkom efterhånden hver 14. dag i mere end 50.000 eksemplarer. Bladet blev i begyndelsen duplikeret siden ved hjælp af fotoklichéer trykt hos forskellige mindre bogtrykkere. Foruden bladet blev der udsendt talrige løbesedler og opråb samt en del kroniktillæg. Man udgav også flere illegale bøger. Fri Presse blev gentagne gange udsat for Gestapos razziaer og flere medarbejdere blev arresteret. To af disse, Viggo Wedel-Brandt og Preben Holger Larsen, døde i KZ-lejren i Porta Westphalica.
Via bladarbejdet medvirkede Carl Alfred Nielsen ved bådtransporten af de danske jøder til Sverige i oktober 1943.
I forsommeren 1943 samledes i Carl Alfred Nielsens hjem i Hvidovre en snes mennesker til dannelse af en modstandsgruppe, som derfor blev kaldt Strøbyvejgruppen. Gruppen optog flere medlemmer og kom sammen med to tilsvarende grupper til at udgøre Hvidovrekompagniet, som i begyndelsen bestod af ca. 150 mand, senere i hvert fald 250 mand, fordelt på 5 delinger. Carl Alfred Nielsen blev leder af 3. deling. Kompagniet blev af Frihedsrådet defineret som en såkaldt militærgruppe, som skulle uddannes efter militære principper og holdes i beredskab til at støtte forventede allierede operationer i Danmark. Til bekæmpelse af besættelsesmagten her og nu blev der dannet en særlig aktions- og sabotagegruppe på 25 mand, hvori Carl Alfred Nielsen også deltog.
Fra den 17. august 1944 var Carl Alfred Nielsen civil leder af modstandsbevægelsen i Københavns sydvestlige omegn (afsnit 6) i nært samarbejde med den militære leder, premierløjtnant Arthur Nielsen. Afsnittet omfattede tre kompagnier i henholdsvis Hvidovre, Rødovre og Glostrup samt det kommunistiske Islev-kompagni, i alt ca 800 mand i 1944 (ved befrielsen 1200-1600). Glostrup-kompagniet havde delinger i de dengang små byområder Brøndby Strand, Vallensbæk, Herstedvester og Tåstrup.
Carl Alfred Nielsen benyttede i sit illegale arbejde et hus på en adresse i København NV. Gestapo havde under tortur aftvunget adressen af en anden modstandsleder. Derefter holdt Gestapo huset under observation ved hjælp af en kvindelig stikker ansat i en forretning overfor samt sandsynligvis telefonaflytning. Den 26. januar 1945 arresterede Gestapo ejerinden, netop som det var aftalt, at Carl Alfred Nielsen skulle afhente nogle illegale tryksager. Da han låste sig ind, fandt han huset besat af to gestapovagter, som uden varsel skød ham ned, selv om han var ubevæbnet.   
En måned efter blev også Arthur Nielsen opsporet af Gestapo og dræbt i kamp med de tyske sikkerhedsstyrker.

## Efter hans død
Han er mindet på en sten på Hvidovre Torv for hvidovreborgere dræbt i modstandskampen.